# Sirex cyaneus
Sirex cyaneus är en stekelart som beskrevs av Fabricius. Sirex cyaneus ingår i släktet Sirex och familjen vedsteklar. Arten är reproducerande i Sverige. Inga underarter finns listade i Catalogue of Life.

## Bildgalleri

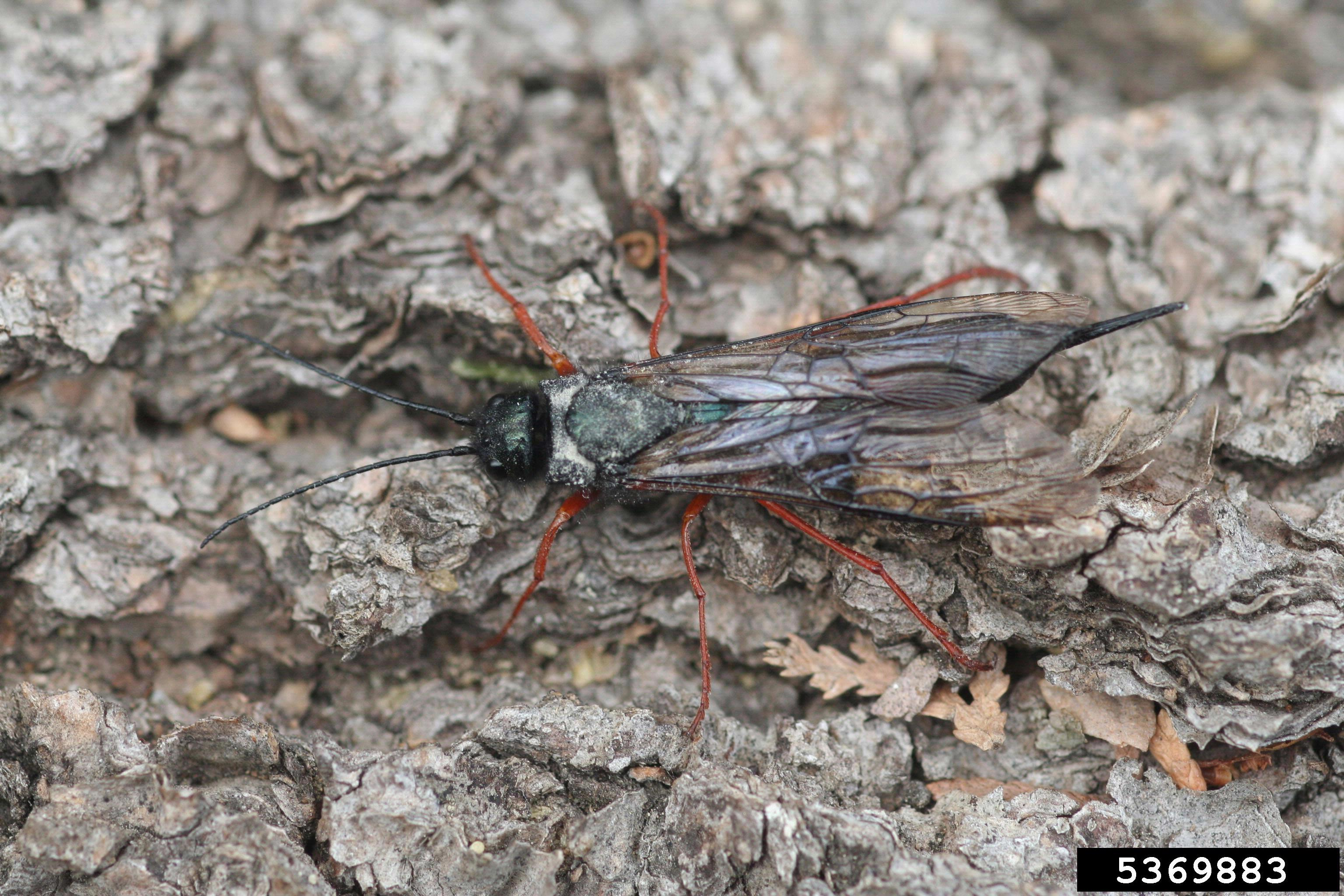
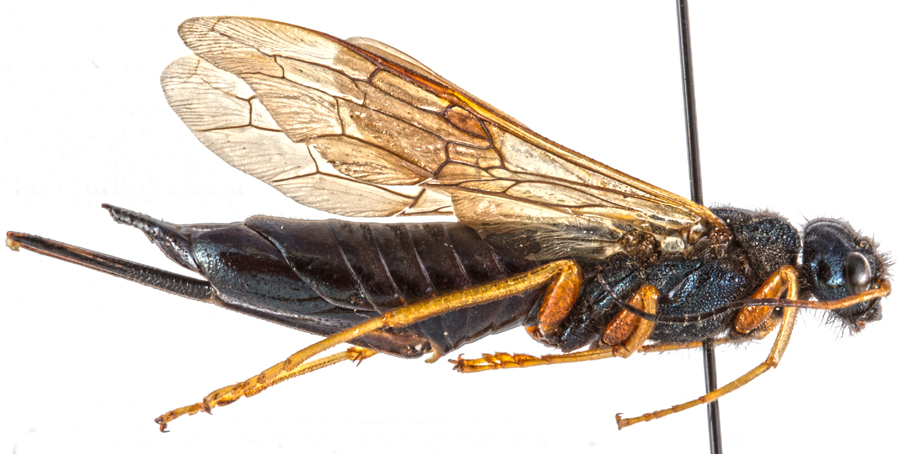